# Герб Кандалакшского района
Герб муниципального образования Кандалакшский район Мурманской области Российской Федерации.
Герб утверждён решением Кандалакшской районной Думы 26 декабря 2013 года.
Герб включён в Государственный геральдический регистр РФ 20 февраля 2014 года.

## Описание
Геральдическое описание (блазон) гласит:
В пониженно-пересеченном лазоревом и червленом поле - две серебряных башни с остроконечными кровлями и с аркой между ними, причем кровля арки завершена церковной главкой под четырехконечным крестом; всё сопровождено во главе золотым северным сиянием в виде лучей

## Обоснование символики
Герб Кандалакшского района — это собирательный образ крепостных ворот, сторожевых башен и церковной главки и потому он многозначен:
 — церковная главка — символ бывшего монастыря и церкви, подтверждающих принадлежность Кандалакшской земли к России.
 — сторожевые башни — символ многократной защиты Кандалакшских земель от неприятеля;
 — открытые ворота крепости — аллегория того, что Кандалакшский район является южными воротами Мурманской области, гостеприимно принимающий всех гостей и все грузы необходимые для жизнедеятельности всего Кольского полуострова;
 — северное сияние — символ расположения большей части территории района за Полярным кругом. Такое же сияние присутствуют и в гербе Мурманской области, что подчёркивает крепкие связи области и района;
Значение цветов герба:
Лазурь — символ возвышенных устремлений, искренности, преданности, возрождения.
Красный цвет — символ труда, мужества, жизнеутверждающей силы, красоты и праздника.
Серебро — символ чистоты, открытости, божественной мудрости, примирения.
Золото — символ высшей ценности, величия, богатства, урожая.
Герб разработан при содействии Союза геральдистов России.
Авторы герба: идея герба — Андрей Юшков и Валентин Маснев (Кандалакша), геральдическая доработка — Константин Мочёнов (Химки), художник и компьютерный дизайн — Анна Гарсия (Москва), обоснование символики — Вячеслав Мишин (Химки).